# Bothremys
Bothremys  — викопний рід бокошийних черепах родини Bothremydidae. Рід існував у кінці крейди та у палеоцені, 85—56 млн років тому. Скам'янілі рештки представників роду знайдено у США, Марокко та у Йорданії.

## Види
- Bothremys arabicus
- Bothremys cooki
- Bothremys kellyi
- Bothremys maghrebiana